# پوئرتو آیسن
پوئرتو آیسن (به اسپانیایی: Puerto Aysén) یک شهر در شیلی است که در منطقه آیسن واقع شده‌است. پوئرتو آیسن ۱۶٬۹۳۶ نفر جمعیت دارد.